# Ivajlo Mladenov
Ivajlo Petkov Mladenov (in bulgaro Ивайло Петков Младенов?; 6 ottobre 1973) è un ex lunghista bulgaro.

## Palmarès
| Anno | Manifestazione  | Sede       | Evento         | Risultato | Prestazione | Note |
| ---- | --------------- | ---------- | -------------- | --------- | ----------- | ---- |
| 1994 | Europei         | Helsinki   | Salto in lungo | Oro       | 8,09 m      |      |
| 1995 | Mondiali indoor | Barcellona | Salto in lungo | 21º       | 7,62 m      |      |